# Фонтей Агрипа
Вижте пояснителната страница за други личности с името Агрипа.
Гай Фонтей Агрипа (на латински: Gaius Fonteius Agrippa) е политик на Римската империя през началото на 1 век.
През 16 г. Агрипа е един от четиримата обвинители на Марк Скрибоний Либон Друз в заплануван заговор против император Тиберий, който се самоубива преди края на процеса (другите обвинители са Фирмий Кат, Вибий Серен и Фулциний Трион). През 17 г. Агрипа става претор.
Агрипа се жени и по-късно се развежда. Баща е на Гай Фонтей Агрипа (* 15; † 70, Мизия; суфектконсул 58 г.) и на дъщеря Фонтея, която 19 г. не е допусната да стане весталка, понеже родителите ѝ са разведени. Император Тиберий ѝ дава като компесация един милион сестерции за нейния чеиз.